# Pan Pacific Open
Pan Pacific Open er en professionel tennisturnering for kvinder, der blev spillet for første gang i 1973, og som siden 1975 er afviklet en gang om året i Tokyo, Japan. Turneringen har siden 1978 været en del af WTA Tour, hvor den siden 2014 har tilhørt turneringskategorien WTA Premier. Turneringen havde i perioden 1989-2007 fast termin i starten af februar måned umiddelbart efter Australian Open, hvor den blev afviklet indendørs, men i forbindelse med revideringen af WTA-kalenderen i 2008 blev den flyttet til september, hvorefter den blev afholdt udendørs på hardcourt i Ariake Coliseum.
Under renoveringen af Ariake Coliseum, der forberedtes til de olympiske lege i 2020, blev turneringen i 2018 spillet indendørs i Arena Tachikawa Tachihi. I 2019 blev turneringen spillet i Osaka. I 2020 og 2021 blev turneringen aflyst på grund af COVID-19-pandemien, men fra 2022 var den tilbage i Ariake Coliseum i Tokyo.
Martina Hingis har rekorden for flest sejre i singleturneringen med fem turneringssejre i perioden 1997-2007. I doublerækken deles rekorden for flest titler mellem Helena Suková og Lisa Raymond, der begge har vundet doubleturneringen fem gange.
Turneringen er siden 1984 blevet spillet under navnet Toray Pan Pacific Open på grund af et titelsponsorat fra Toray Industries.

## Historie

### Historiske data
| År      | Termin                                            | Præmiesum                                         | Navn                                              | Arena                                             | Underlag                                          | WTA-kategori                                      |
| ------- | ------------------------------------------------- | ------------------------------------------------- | ------------------------------------------------- | ------------------------------------------------- | ------------------------------------------------- | ------------------------------------------------- |
| 1973    | 7. maj - ?                                        | $ 30.000                                          | Toray Sillook                                     | ?                                                 | Tæppe (indendørs)                                 | Ikke WTA-turnering                                |
| 1974    | Ingen turnering                                   | Ingen turnering                                   | Ingen turnering                                   | Ingen turnering                                   | Ingen turnering                                   | Ingen turnering                                   |
| 1975    | 16. - 19. september                               | $ 50.000                                          | Toray Sillook Open                                | Yoyogi National Gymnasium                         | Tæppe (indendørs)                                 | Ikke WTA-turnering                                |
| 1976    | 28. september - 2. oktober                        | $ 50.000                                          | Toray Sillook Open                                | Yoyogi National Gymnasium                         | Tæppe (indendørs)                                 | Ikke WTA-turnering                                |
| 1977    | 14. - 18. september                               | $ 100.000                                         | Toray Sillook Open                                | Yoyogi National Gymnasium                         | Tæppe (indendørs)                                 | Ikke WTA-turnering                                |
| 1978    | 14. - 17. september                               | $ 75.000                                          | Toray Sillook Open                                | Yoyogi National Gymnasium                         | Tæppe (indendørs)                                 | Colgate Series (AAA)                              |
| 1979    | 11. - 16. september                               | $ 150.000                                         | Toray Sillook Open                                | Yoyogi National Gymnasium                         | Tæppe (indendørs)                                 | Colgate Series (AAAA)                             |
| 1980    | 8. - 14. september                                | $ 175.000                                         | Toray Sillook Open                                | Yoyogi National Gymnasium                         | Tæppe (indendørs)                                 | Colgate Series (AAAA)                             |
| 1981    | 14. - 20. september                               | $ 100.000                                         | Toray Sillook Open                                | ?                                                 | Tæppe (indendørs)                                 | Toyota Series (kategori 3)                        |
| 1982    | 13. - 20. september                               | $ 150.000                                         | TV Tennis Open                                    | ?                                                 | Tæppe (indendørs)                                 | Toyota Series (kategori 5)                        |
| 1983    | 12. - 18. september                               | $ 175.000                                         | Queen's Grand Prix                                | ?                                                 | Tæppe (indendørs)                                 | Kategori 3                                        |
| 1984    | 10. - 16. december                                | $ 250.000                                         | Toray Pan Pacific Open                            | ?                                                 | Tæppe (indendørs)                                 | Kategori 4                                        |
| 1985    | 9. - 15. december                                 | $ 250.000                                         | Toray Pan Pacific Open                            | ?                                                 | Tæppe (indendørs)                                 | Kategori 4                                        |
| 1986    | 8. - 14. september                                | $ 250.000                                         | Toray Pan Pacific Open                            | Tokyo Metropolitan Gymnasium                      | Tæppe (indendørs)                                 | Kategori 4                                        |
| 1987    | 14. - 20. september                               | $ 250.000                                         | Toray Pan Pacific Open                            | Tokyo Metropolitan Gymnasium                      | Tæppe (indendørs)                                 | Kategori 4                                        |
| 1988    | 25. april - 1. maj                                | $ 250.000                                         | Toray Pan Pacific Open                            | Tokyo Metropolitan Gymnasium                      | Tæppe (indendørs)                                 | Kategori 4                                        |
| 1989    | 31. januar - 5. februar                           | $ 250.000                                         | Toray Pan Pacific Open                            | Tokyo Metropolitan Gymnasium                      | Tæppe (indendørs)                                 | Kategori 4                                        |
| 1990    | 29. januar - 4. februar                           | $ 350.000                                         | Toray Pan Pacific Open                            | Tokyo Metropolitan Gymnasium                      | Tæppe (indendørs)                                 | WTA Tier II                                       |
| 1991    | 29. januar - 3. februar                           | $ 350.000                                         | Toray Pan Pacific Open                            | Tokyo Metropolitan Gymnasium                      | Tæppe (indendørs)                                 | WTA Tier II                                       |
| 1992    | 28. januar - 2. februar                           | $ 350.000                                         | Toray Pan Pacific Open                            | Tokyo Metropolitan Gymnasium                      | Tæppe (indendørs)                                 | WTA Tier II                                       |
| 1993    | 2. - 7. februar                                   | $ 750.000                                         | Toray Pan Pacific Open                            | Yokohama Arena                                    | Tæppe (indendørs)                                 | WTA Tier I                                        |
| 1994    | 31. januar - 6. februar                           | $ 750.000                                         | Toray Pan Pacific Open                            | Tokyo Metropolitan Gymnasium                      | Tæppe (indendørs)                                 | WTA Tier I                                        |
| 1995    | 31. januar - 5. februar                           | $ 806.250                                         | Toray Pan Pacific Open                            | Tokyo Metropolitan Gymnasium                      | Tæppe (indendørs)                                 | WTA Tier I                                        |
| 1996    | 29. januar - 4. februar                           | $ 926.250                                         | Toray Pan Pacific Open                            | Tokyo Metropolitan Gymnasium                      | Tæppe (indendørs)                                 | WTA Tier I                                        |
| 1997    | 28. januar - 2. februar                           | $ 926.250                                         | Toray Pan Pacific Open                            | Tokyo Metropolitan Gymnasium                      | Tæppe (indendørs)                                 | WTA Tier I                                        |
| 1998    | 3. - 8. februar                                   | $ 926.250                                         | Toray Pan Pacific Open                            | Tokyo Metropolitan Gymnasium                      | Tæppe (indendørs)                                 | WTA Tier I                                        |
| 1999    | 2. - 7. februar                                   | $ 1.050.000                                       | Toray Pan Pacific Open                            | Tokyo Metropolitan Gymnasium                      | Tæppe (indendørs)                                 | WTA Tier I                                        |
| 2000    | 29. januar - 6. februar                           | $ 1.080.000                                       | Toray Pan Pacific Open                            | Tokyo Metropolitan Gymnasium                      | Tæppe (indendørs)                                 | WTA Tier I                                        |
| 2001    | 30. januar - 4. februar                           | $ 1.188.000                                       | Toray Pan Pacific Open                            | Tokyo Metropolitan Gymnasium                      | Tæppe (indendørs)                                 | WTA Tier I                                        |
| 2002    | 26. januar - 3. februar                           | $ 1.224.000                                       | Toray Pan Pacific Open                            | Tokyo Metropolitan Gymnasium                      | Tæppe (indendørs)                                 | WTA Tier I                                        |
| 2003    | 25. januar - 2. februar                           | $ 1.300.000                                       | Toray Pan Pacific Open                            | Tokyo Metropolitan Gymnasium                      | Tæppe (indendørs)                                 | WTA Tier I                                        |
| 2004    | 30. januar - 8. februar                           | $ 1.300.000                                       | Toray Pan Pacific Open                            | Tokyo Metropolitan Gymnasium                      | Tæppe (indendørs)                                 | WTA Tier I                                        |
| 2005    | 28. januar - 6. februar                           | $ 1.300.000                                       | Toray Pan Pacific Open                            | Tokyo Metropolitan Gymnasium                      | Tæppe (indendørs)                                 | WTA Tier I                                        |
| 2006    | 27. januar - 5. februar                           | $ 1.340.000                                       | Toray Pan Pacific Open                            | Tokyo Metropolitan Gymnasium                      | Tæppe (indendørs)                                 | WTA Tier I                                        |
| 2007    | 27. januar - 4. februar                           | $ 1.340.000                                       | Toray Pan Pacific Open                            | Tokyo Metropolitan Gymnasium                      | Tæppe (indendørs)                                 | WTA Tier I                                        |
| 2008    | 15. - 21. september                               | $ 1.340.000                                       | Toray Pan Pacific Open                            | Ariake Coliseum                                   | Hardcourt (udendørs)                              | WTA Tier I                                        |
| 2009    | 27. september - 3. oktober                        | $ 2.000.000                                       | Toray Pan Pacific Open                            | Ariake Coliseum                                   | Hardcourt (udendørs)                              | WTA Premier 5                                     |
| 2010    | 26. september - 2. oktober                        | $ 2.000.000                                       | Toray Pan Pacific Open                            | Ariake Coliseum                                   | Hardcourt (udendørs)                              | WTA Premier 5                                     |
| 2011    | 25. september - 1. oktober                        | $ 2.050.000                                       | Toray Pan Pacific Open                            | Ariake Coliseum                                   | Hardcourt (udendørs)                              | WTA Premier 5                                     |
| 2012    | 23. - 29. september                               | $ 2.168.400                                       | Toray Pan Pacific Open                            | Ariake Coliseum                                   | Hardcourt (udendørs)                              | WTA Premier 5                                     |
| 2013    | 22. - 28. september                               | $ 2.369.000                                       | Toray Pan Pacific Open                            | Ariake Coliseum                                   | Hardcourt (udendørs)                              | WTA Premier 5                                     |
| 2014    | 15. - 21. september                               | $ 1.000.000                                       | Toray Pan Pacific Open                            | Ariake Coliseum                                   | Hardcourt (udendørs)                              | WTA Premier 700                                   |
| 2015    | 21. - 27. september                               | $ 881.100                                         | Toray Pan Pacific Open                            | Ariake Coliseum                                   | Hardcourt (udendørs)                              | WTA Premier 700                                   |
| 2016    | 19. - 25. september                               | $ 885.500                                         | Toray Pan Pacific Open                            | Ariake Coliseum                                   | Hardcourt (udendørs)                              | WTA Premier 700                                   |
| 2017    | 18. - 24. september                               | $ 890.100                                         | Toray Pan Pacific Open                            | Ariake Coliseum                                   | Hardcourt (udendørs)                              | WTA Premier 700                                   |
| 2018    | 17. - 23. september                               | $ 799.000                                         | Toray Pan Pacific Open                            | Arena Tachikawa Tachihi                           | Hardcourt (indendørs)                             | WTA Premier 700                                   |
| 2019    | 16. - 22. september                               | $ 757.900                                         | Toray Pan Pacific Open                            | ITC Utsubo Tennis Center                          | Hardcourt (indendørs)                             | WTA Premier 700                                   |
| 2020-21 | Ingen turneringer på grund af COVID-19-pandemien. | Ingen turneringer på grund af COVID-19-pandemien. | Ingen turneringer på grund af COVID-19-pandemien. | Ingen turneringer på grund af COVID-19-pandemien. | Ingen turneringer på grund af COVID-19-pandemien. | Ingen turneringer på grund af COVID-19-pandemien. |
| 2022    | 19. - 25. september                               | $ 757.900                                         | Toray Pan Pacific Open                            | Ariake Coliseum                                   | Hardcourt (udendørs)                              | WTA 500                                           |
| 2023    | 25. september - 1. oktober                        | $ 780.637                                         | Toray Pan Pacific Open                            | Ariake Coliseum                                   | Hardcourt (udendørs)                              | WTA 500                                           |
| 2024    | 21. - 27. oktober                                 | $ 922.573                                         | Toray Pan Pacific Open                            | Ariake Coliseum                                   | Hardcourt (udendørs)                              | WTA 500                                           |

## Vindere og finalister

### Flest titler

#### Damesingle
| Spiller             | Titler | År                           |
| ------------------- | ------ | ---------------------------- |
| Martina Hingis      | 5      | 1997, 1999, 2000, 2002, 2007 |
| Lindsay Davenport   | 4      | 1998, 2001, 2003, 2004       |
| Billie Jean King    | 3      | 1973, 1979, 1980             |
| Gabriela Sabatini   | 3      | 1987, 1991, 1992             |
| Steffi Graf         | 3      | 1986, 1990, 1994             |
| Caroline Wozniacki  | 3      | 2010, 2016, 2017             |
| Virginia Wade       | 2      | 1977, 1978                   |
| Manuela Maleeva     | 2      | 1984, 1985                   |
| Marija Sjarapova    | 2      | 2005, 2009                   |
| Agnieszka Radwańska | 2      | 2011, 2015                   |

#### Damedouble
| Spiller          | Titler | År                           |
| ---------------- | ------ | ---------------------------- |
| Helena Suková    | 5      | 1984, 1985, 1988, 1992, 1993 |
| Lisa Raymond     | 5      | 2001, 2002, 2006, 2007, 2011 |
| Natasja Zvereva  | 4      | 1995, 1996, 1997, 1999       |
| Rennae Stubbs    | 4      | 2001, 2002, 2003, 2004       |
| Elizabeth Smylie | 3      | 1990, 1991, 1994             |
| Gigi Fernández   | 3      | 1990, 1995, 1996             |
| Cara Black       | 3      | 2004, 2013, 2014             |
| Sania Mirza      | 3      | 2013, 2014, 2016             |

### Damesingle
| År      | Vinder (titel nr.)                        | Finalist                                  | Finaleresultat                            |
| ------- | ----------------------------------------- | ----------------------------------------- | ----------------------------------------- |
| 1973    | Billie Jean King (1)                      | Nancy Richey-Gunter                       | 7–6, 5–7, 6–3                             |
| 1974    | Ingen turnering                           | Ingen turnering                           | Ingen turnering                           |
| 1975    | Margaret Court (1)                        | Evonne Goolagong                          | 6–7(4-5), 6–1, 7–5                        |
| 1976    | Betty Stöve (1)                           | Margaret Court                            | 1–6, 6–4, 6–3                             |
| 1977    | Virginia Wade (1)                         | Martina Navratilova                       | 7–5, 5–7, 6–4                             |
| 1978    | Virginia Wade (2)                         | Betty Stöve                               | 6–4, 7–6                                  |
| 1979    | Billie Jean King (2)                      | Evonne Goolagong                          | 6–4, 7–5                                  |
| 1980    | Billie Jean King (3)                      | Terry Holladay                            | 7–5, 6–4                                  |
| 1981    | Ann Kiyomura (1)                          | Bettina Bunge                             | 6–4, 7–5                                  |
| 1982    | Bettina Bunge (1)                         | Barbara Potter                            | 7–6, 6–2                                  |
| 1983    | Lisa Bonder (1)                           | Andrea Jaeger                             | 6–2, 5–7, 6–1                             |
| 1984    | Manuela Maleeva (1)                       | Claudia Kohde-Kilsch                      | 3–6, 6–4, 6–4                             |
| 1985    | Manuela Maleeva (2)                       | Bonnie Gadusek                            | 7–6(2), 3–6, 7–5                          |
| 1986    | Steffi Graf (1)                           | Manuela Maleeva                           | 6–4, 6–2                                  |
| 1987    | Gabriela Sabatini (1)                     | Manuela Maleeva                           | 6–4, 7–6(6)                               |
| 1988    | Pam Shriver (1)                           | Helena Suková                             | 7–5 6–1                                   |
| 1989    | Martina Navratilova (1)                   | Lori McNeil                               | 6–7(3), 6–3, 7–6(5)                       |
| 1990    | Steffi Graf (2)                           | Arantxa Sánchez                           | 6–1, 6–2                                  |
| 1991    | Gabriela Sabatini (2)                     | Martina Navratilova                       | 2–6, 6–2, 6–4                             |
| 1992    | Gabriela Sabatini (3)                     | Martina Navratilova                       | 6–2, 4–6, 6–2                             |
| 1993    | Martina Navratilova (2)                   | Larisa Savchenko-Neiland                  | 6–2, 6–2                                  |
| 1994    | Steffi Graf (3)                           | Martina Navratilova                       | 6–2, 6–4                                  |
| 1995    | Kimiko Date (1)                           | Lindsay Davenport                         | 6–1, 6–2                                  |
| 1996    | Iva Majoli (1)                            | Arantxa Sánchez                           | 6–4, 6–1                                  |
| 1997    | Martina Hingis (1)                        | Steffi Graf                               | w.o.                                      |
| 1998    | Lindsay Davenport (1)                     | Martina Hingis                            | 6–3, 6–3                                  |
| 1999    | Martina Hingis (2)                        | Amanda Coetzer                            | 6–2, 6–1                                  |
| 2000    | Martina Hingis (3)                        | Sandrine Testud                           | 6–3, 7–5                                  |
| 2001    | Lindsay Davenport (2)                     | Martina Hingis                            | 6–7(4), 6–4, 6–2                          |
| 2002    | Martina Hingis (4)                        | Monica Seles                              | 7–6(6), 4–6, 6–3                          |
| 2003    | Lindsay Davenport (3)                     | Monica Seles                              | 6–7(6), 6–1, 6–2                          |
| 2004    | Lindsay Davenport (4)                     | Magdalena Maleeva                         | 6–4, 6–1                                  |
| 2005    | Marija Sjarapova (1)                      | Lindsay Davenport                         | 6–1, 3–6, 7–6(5)                          |
| 2006    | Jelena Dementjeva (1)                     | Martina Hingis                            | 6–2, 6–0                                  |
| 2007    | Martina Hingis (5)                        | Ana Ivanović                              | 6–4, 6–2                                  |
| 2008    | Dinara Safina (1)                         | Svetlana Kuznetsova                       | 6–1, 6–3                                  |
| 2009    | Marija Sjarapova (2)                      | Jelena Janković                           | 5–2 opg.                                  |
| 2010    | Caroline Wozniacki (1)                    | Jelena Dementjeva                         | 1–6, 6–2, 6–3                             |
| 2011    | Agnieszka Radwańska (1)                   | Vera Zvonarjova                           | 6–3, 6–2                                  |
| 2012    | Nadija Petrova (1)                        | Agnieszka Radwańska                       | 6–0, 1–6, 6–3                             |
| 2013    | Petra Kvitová (1)                         | Angelique Kerber                          | 6–2, 0–6, 6–3                             |
| 2014    | Ana Ivanovic (1)                          | Caroline Wozniacki                        | 6–2, 7–6(2)                               |
| 2015    | Agnieszka Radwańska (2)                   | Belinda Bencic                            | 6–2, 6–2                                  |
| 2016    | Caroline Wozniacki (2)                    | Naomi Osaka                               | 7–5, 6–3                                  |
| 2017    | Caroline Wozniacki (3)                    | Anastasija Pavljutjenkova                 | 6–0, 7–5                                  |
| 2018    | Karolína Plíšková (1)                     | Naomi Osaka                               | 6–4, 6–4                                  |
| 2019    | Naomi Osaka (1)                           | Anastasija Pavljutjenkova                 | 6–2, 6–3                                  |
| 2020-21 | Ingen turneringer pga. COVID-19-pandemien | Ingen turneringer pga. COVID-19-pandemien | Ingen turneringer pga. COVID-19-pandemien |
| 2022    | Ljudmila Samsonova (1)                    | Zheng Qinwen                              | 7–5, 7–5                                  |
| 2023    | Veronika Kudermetova (1)                  | Jessica Pegula                            | 7–5, 6–1                                  |
| 2024    | Zheng Qinwen (1)                          | Sofia Kenin                               | 7–6(5), 6–3                               |

### Damedouble
| År      | Vindere (titel nr.)                                | Finalister                                 | Finaleresultat                            |
| ------- | -------------------------------------------------- | ------------------------------------------ | ----------------------------------------- |
| 1973    | Laura duPont (1) Kristien Kemmer (1)               | Nancy Richey-Gunter Karen Krantzcke        | 8–6                                       |
| 1974    | Ingen turnering                                    | Ingen turnering                            | Ingen turnering                           |
| 1975    | Margaret Court (1) Evonne Goolagong (1)            | Helen Gourlay Ann Kiyomura                 | 6–1, 7–5                                  |
| 1976-83 | Ingen doubleturneringer                            | Ingen doubleturneringer                    | Ingen doubleturneringer                   |
| 1984    | Claudia Kohde-Kilsch (1) Helena Suková (1)         | Elizabeth Sayers Catherine Tanvier         | 6–4, 6–4                                  |
| 1985    | Claudia Kohde-Kilsch (2) Helena Suková (2)         | Marcella Mesker Elizabeth Sayers-Smylie    | 6–0, 6–4                                  |
| 1986    | Bettina Bunge (1) Steffi Graf (1)                  | Katerina Maleeva Manuela Maleeva           | 6–1, 6–7(4), 6–2                          |
| 1987    | Anne White (1) Robin White (1)                     | Katerina Maleeva Manuela Maleeva           | 6–1, 6–2                                  |
| 1988    | Pam Shriver (1) Helena Suková (3)                  | Gigi Fernández Robin White                 | 4–6, 6–2, 7–6(5)                          |
| 1989    | Katrina Adams (1) Zina Garrison (1)                | Mary Joe Fernández Claudia Kohde-Kilsch    | 6–3, 3–6, 7–6(5)                          |
| 1990    | Gigi Fernández (1) Elizabeth Smylie (1)            | Jo-Anne Faull Rachel McQuillan             | 6–2, 6–2                                  |
| 1991    | Kathy Jordan (1) Elizabeth Smylie (2)              | Mary Joe Fernández Robin White             | 4–6, 6–0, 6–3                             |
| 1992    | Arantxa Sánchez (1) Helena Suková (4)              | Martina Navratilova Pam Shriver            | 7–5, 6–1                                  |
| 1993    | Martina Navratilova (1) Helena Suková (5)          | Lori McNeil Rennae Stubbs                  | 6–4, 6–3                                  |
| 1994    | Elizabeth Smylie (3) Pam Shriver (2)               | Manon Bollegraf Martina Navrátilová        | 6–3, 3–6, 7–6(3)                          |
| 1995    | Gigi Fernández (2) Natasja Zvereva (1)             | Lindsay Davenport Rennae Stubbs            | 6–0, 6–3                                  |
| 1996    | Gigi Fernández (3) Natasja Zvereva (2)             | Mariaan de Swardt Irina Spîrlea            | 7–6(7), 6–3                               |
| 1997    | Lindsay Davenport (1) Natasja Zvereva (3)          | Gigi Fernández Martina Hingis              | 6–4, 6–3                                  |
| 1998    | Martina Hingis (1) Mirjana Lučić (1)               | Lindsay Davenport Natasja Zvereva          | 7-5, 6-4                                  |
| 1999    | Lindsay Davenport (2) Natasja Zvereva (4)          | Martina Hingis Jana Novotná                | 6–2, 6–3                                  |
| 2000    | Martina Hingis (2) Mary Pierce (1)                 | Alexandra Fusai Nathalie Tauziat           | 6–4, 6–1                                  |
| 2001    | Lisa Raymond (1) Rennae Stubbs (1)                 | Anna Kurnikova Iroda Tuljaganova           | 7–6(5), 2–6, 7–6(6)                       |
| 2002    | Lisa Raymond (2) Rennae Stubbs (2)                 | Els Callens Roberta Vinci                  | 6–1, 6–1                                  |
| 2003    | Jelena Bovina (1) Rennae Stubbs (3)                | Lindsay Davenport Lisa Raymond             | 6–3, 6–4                                  |
| 2004    | Cara Black (1) Rennae Stubbs (4)                   | Jelena Likhovtseva Magdalena Maleeva       | 6–0, 6–1                                  |
| 2005    | Janette Husárová (1) Jelena Likhovtseva (1)        | Lindsay Davenport Corina Morariu           | 6–4, 6–3                                  |
| 2006    | Lisa Raymond (3) Samantha Stosur (1)               | Cara Black Rennae Stubbs                   | 6–2, 6–1                                  |
| 2007    | Lisa Raymond (4) Samantha Stosur (2)               | Vania King Rennae Stubbs                   | 7–6(6), 3–6, 7–5                          |
| 2008    | Vania King (1) Nadija Petrova (1)                  | Lisa Raymond Samantha Stosur               | 6–1, 6–4                                  |
| 2009    | Alisa Klejbanova (1) Francesca Schiavone (1)       | Daniela Hantuchová Ai Sugiyama             | 6–4, 6–2                                  |
| 2010    | Iveta Benešová (1) Barbora Záhlavová-Strýcová (1)  | Shahar Pe'er Peng Shuai                    | 6–4, 4–6, [10–8]                          |
| 2011    | Liezel Huber (1) Lisa Raymond (5)                  | Gisela Dulko Flavia Pennetta               | 7–6(4), 0–6, [10–6]                       |
| 2012    | Raquel Kops-Jones (1) Abigail Spears (1)           | Anna-Lena Grönefeld Květa Peschke          | 6–1, 6–4                                  |
| 2013    | Cara Black (2) Sania Mirza (1)                     | Chan Hao-ching Liezel Huber                | 4–6, 6–0, [11–9]                          |
| 2014    | Cara Black (3) Sania Mirza (2)                     | Garbiñe Muguruza Carla Suárez Navarro      | 6–2, 7–5                                  |
| 2015    | Garbiñe Muguruza (1) Carla Suárez Navarro (1)      | Chan Hao-ching Chan Yung-jan               | 7–5, 6–1                                  |
| 2016    | Sania Mirza (3) Barbora Strýcová (2)               | Liang Chen Yang Zhaoxuan                   | 6–1, 6–1                                  |
| 2017    | Andreja Klepač (1) María José Martínez Sánchez (1) | Daria Gavrilova Darja Kasatkina            | 6–3, 6–2                                  |
| 2018    | Miyu Kato (1) Makoto Ninomiya (1)                  | Andrea Sestini Hlaváčková Barbora Strýcová | 6–4, 6–4                                  |
| 2019    | Chan Hao-Ching (1) Latisha Chan (1)                | Hsieh Su-Wei Hsieh Yu-Chieh                | 7–5, 7–5                                  |
| 2020-21 | Ingen turneringer pga. COVID-19-pandemien          | Ingen turneringer pga. COVID-19-pandemien  | Ingen turneringer pga. COVID-19-pandemien |
| 2022    | Gabriela Dabrowski (1) Giuliana Olmos (1)          | Nicole Melichar-Martinez Ellen Perez       | 6–4, 6–4                                  |
| 2023    | Ulrikke Eikeri (1) Ingrid Neel (1)                 | Eri Hozumi Makoto Ninomiya                 | 3–6, 7–5, [10–5]                          |
| 2024    | Shuko Aoyama (1) Eri Hozumi (1)                    | Ena Shibahara Laura Siegemund              | 6–4, 7–6(3)                               |